# Parlament von Andalusien

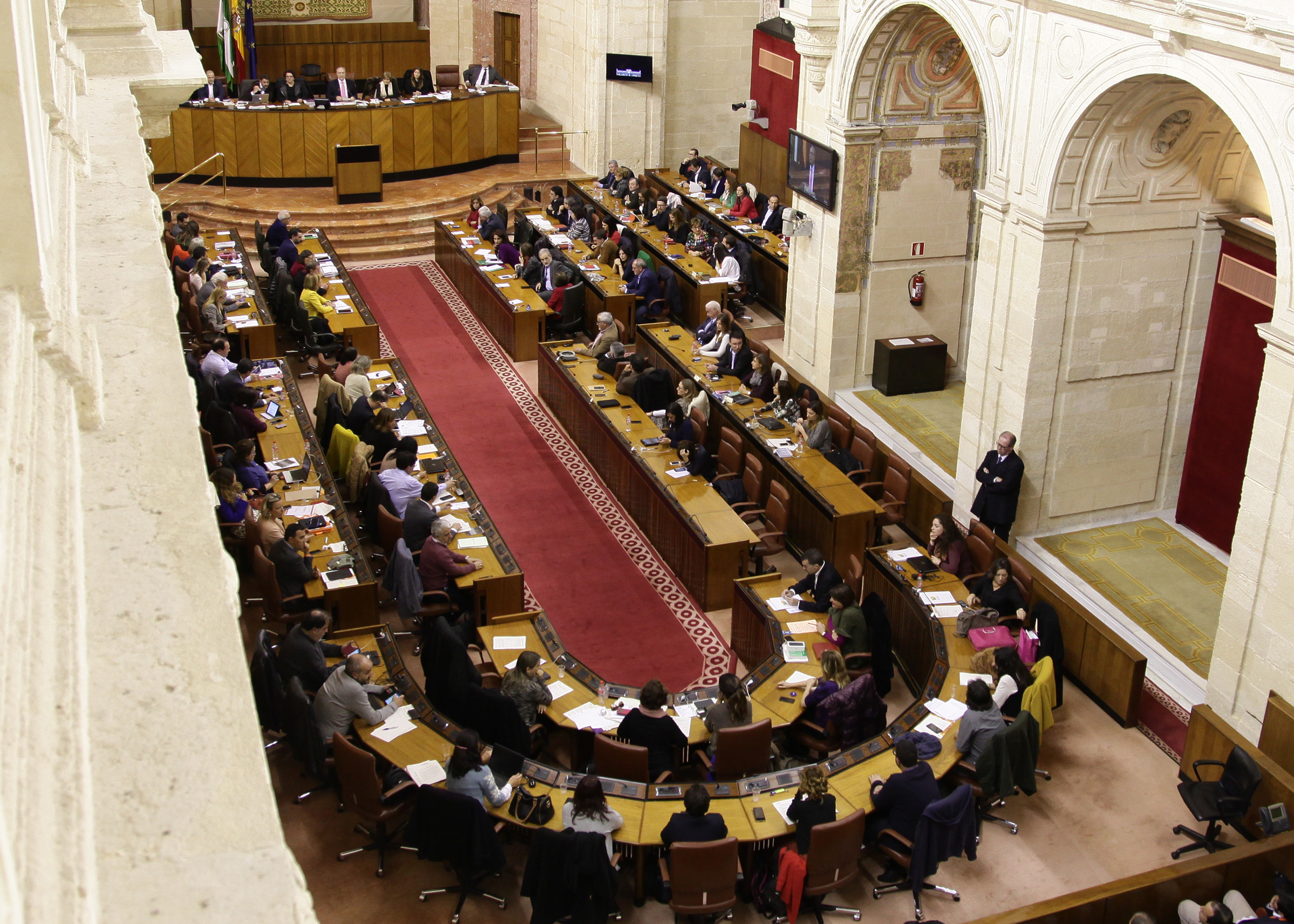
Plenarsaal des Parlaments von Andalusien

Das andalusische Parlament (spanisch Parlamento de Andalucía) ist die Legislative der spanischen Autonomen Gemeinschaft Andalusien, die durch die andalusische Autonomie-Charta von 1981 eingerichtet wurde. Es wird alle vier Jahre von den Andalusiern gewählt. Das andalusische Parlament ist neben dem baskischen, dem katalanischen und dem galicischen Parlament eines der vier regionalen Parlamente in Spanien, das nach einem Beschluss des Regionalpräsidenten das Haus auflösen und Wahlen unabhängig von den Regional- und Kommunalwahlen fordern kann. Nach der Wahl 2018 bildeten Partido Popular und Ciudadanos eine von Vox unterstützte Minderheitsregierung unter Juan Manuel Moreno, der aufgrund des Wahlsieges bei der Wahl 2022 seitdem eine Alleinregierung des Partido Popular führt.

## Mandatsvergabe und Organisation
Das andalusische Parlament besteht aus 109 Mitgliedern, die für vier Jahre in proportionalen Parteienlisten nach dem D’Hondt-Verfahren in acht Wahlkreisen gewählt werden, die jeweils zu den andalusischen Provinzen gehören. Wenn mehr als fünf Abgeordnete für eine Partei gewählt werden, bilden sie eine Fraktion.

## Aufgaben
- Wahl des Präsidenten von Andalusien
- Verabschieden der andalusischen regionalen Gesetzgebung in der Ausübung ihrer Kompetenz
- Verabschiedung des Haushalts der Autonomen Gemeinschaft Andalusiens
- Kontrolle der Tätigkeit der andalusischen Regionalregierung und der autonomen Behörden, der öffentlichen Unternehmen und aller anderen ihr unterstellten Stellen, wie zum Beispiel
  - die lokalen Behörden im andalusischen Gebiet sowie die ihnen unterstellten autonomen Behörden und öffentlichen Unternehmen
  - andalusische öffentliche Universitäten
  - andalusische Handelskammern und andere Institutionen, die überwiegend aus öffentlichen Mitteln finanziert werden

## Geschichte
Nach den Wahlen 2015 konnte die PSOE-A keine weiteren Sitze gewinnen, um eine Mehrheitsregierung zu werden. Da die Vereinigte Linke die meisten ihrer Sitze verlor, konnte sie Andalusien nicht mehr in einer Koalition mit der PSOE-A regieren, so dass die Sozialisten nur eine Minderheitsregierung bilden konnten. Podemos und Ciudadanos erzielten bei den Wahlen große Erfolge, obwohl die beiden Parteien in Andalusien noch nie zuvor angetreten waren. Podemos gewann 15 Sitze und Ciudadanos 9 Sitze. Ab der Wahl 2015 machen beide Parteien zusammen fast ein Viertel des Parlaments aus.